# 伊塔佩马
伊塔佩马是巴西圣卡塔琳娜州的一个市镇。总面积59.022平方公里，总人口33766人，人口密度572.1人/平方公里。